# Göscheneralpsee
Der Göscheneralpsee ist ein Stausee in der Gemeinde Göschenen im Schweizer Kanton Uri, der zum Betrieb des Kraftwerks Göschenen genutzt wird und in den Urner Alpen auf 1792 m ü. M. Höhe liegt.

## Lage
Der Stausee ist von Göschenen her durch das Göschenertal zu erreichen. Die 11 km lange Strasse wurde 1944 gebaut. Das Göschenertal liegt zwischen dem Sustenpass und dem Furkapass. Um den See liegen die Gipfel Sustenhorn (3503 m hoch), Dammastock (3630 m) und Galenstock (3586 m).

## Geschichte
Der See wurde als Ersatz für den nicht realisierten Stausee im Urserental erstellt, der für den Betrieb des Urserenkraftwerks benutzt worden wäre. Von 1952 bis 1955 wurden bodenmechanische Untersuchungen durchgeführt. Im Jahre 1960 wurde der Staudamm auf der Göscheneralp fertiggestellt. Die frühere Siedlung Göscheneralp, namentlich Hinteralp, neun Kilometer westlich von Göschenen, ist im Stausee verschwunden. Die Wohnhäuser und die Kirche wurden rückgebaut und überflutet. Ihre Bewohner siedelten in den zur Gemeinde Göschenen gehörenden Weiler Gwüest um.

## Technik

Lagekarte des Kraftwerks Göschenen mit Darstellung des Göscheneralpsees mit seinen Zuleitungen

Der Staudamm ist als bepflanzter Erddamm ausgeführt, die Mauerhöhe beträgt 155 m, die Dammkrone ist 540 m lang. Am Fundament ist der Damm 700 m breit. Das Speicherbecken mit einem Fassungsvermögen von rund 75 Millionen Kubikmetern sammelt das Wasser aus dem Göschenertal, dem Voralptal – einem nördlichen Seitental des Göschenertals – und aus dem oberen Urserental. Die Chelenreuss und Dammareuss aus dem oberen Göschenertal fliessen direkt in das Speicherbecken, die Voralpreuss und der Stockbach werden gefasst und durch die Zuleitung Voralpental in den Stausee geführt. Ebenso gelangt das Wasser der Furkareuss von einer Wasserfassung bei der Bahnstation Tiefenbach über die Zuleitung Hinteres Urserental in den See. Diese Zuleitung erhält auch Wasser aus der Wasserfassung des Lochbergbachs oberhalb Realp. Der Stausee versorgt die Stufe Göscheneralp–Göschenen des Kraftwerks Göschenen mit Wasser.

## Bilder

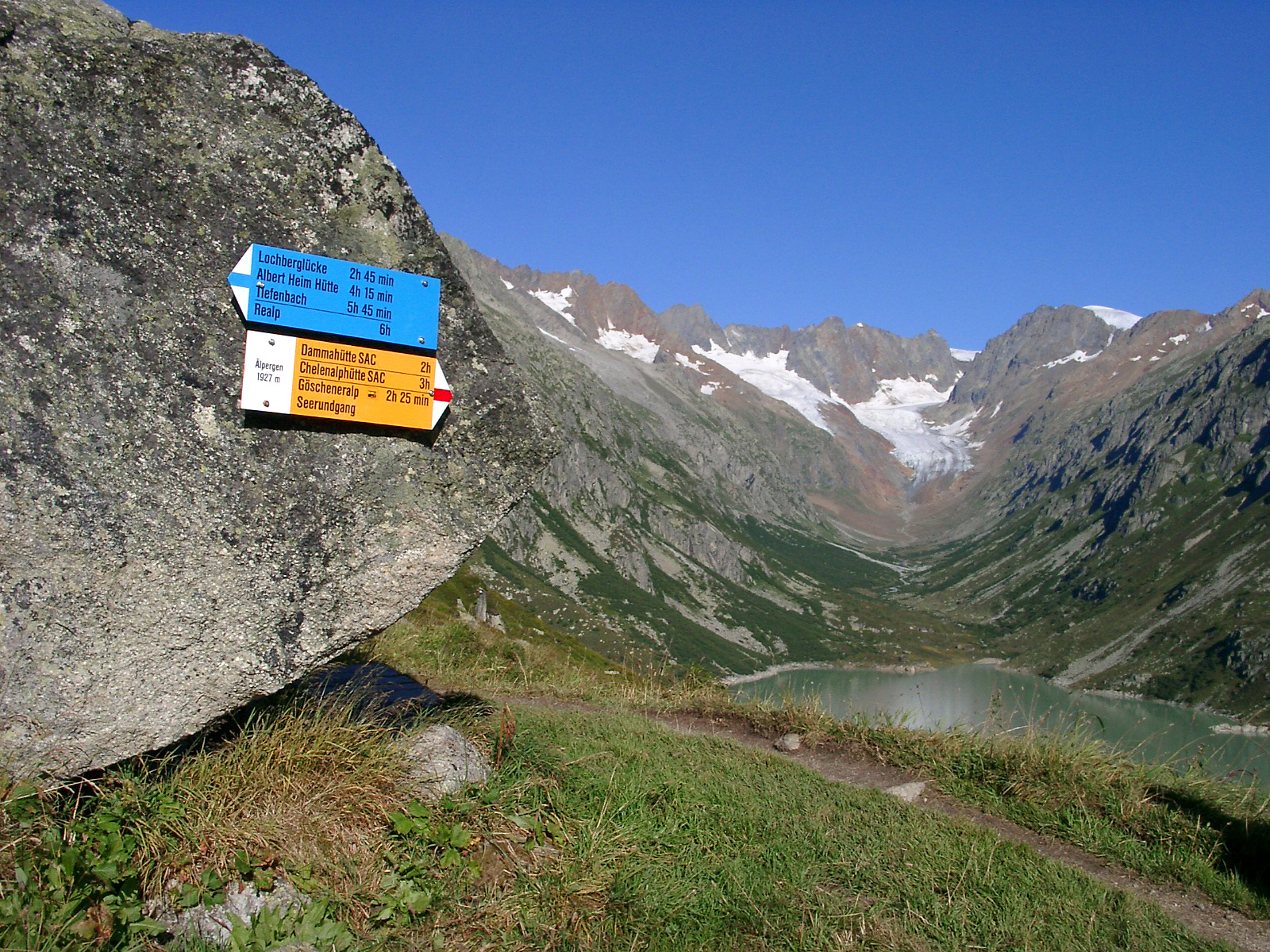
Göscheneralpsee von Älprigen am Südhang
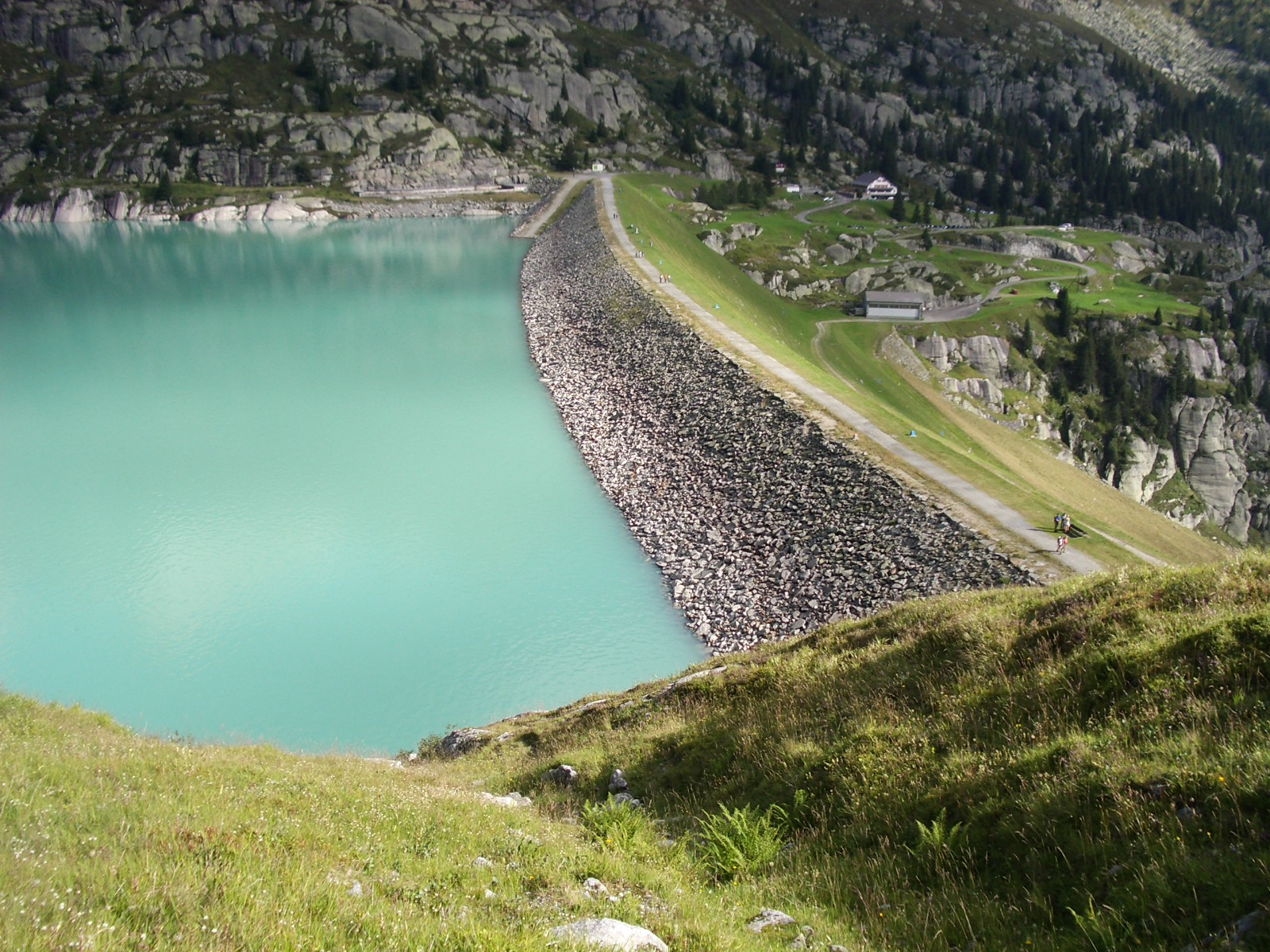
Staudamm (Ostseite)
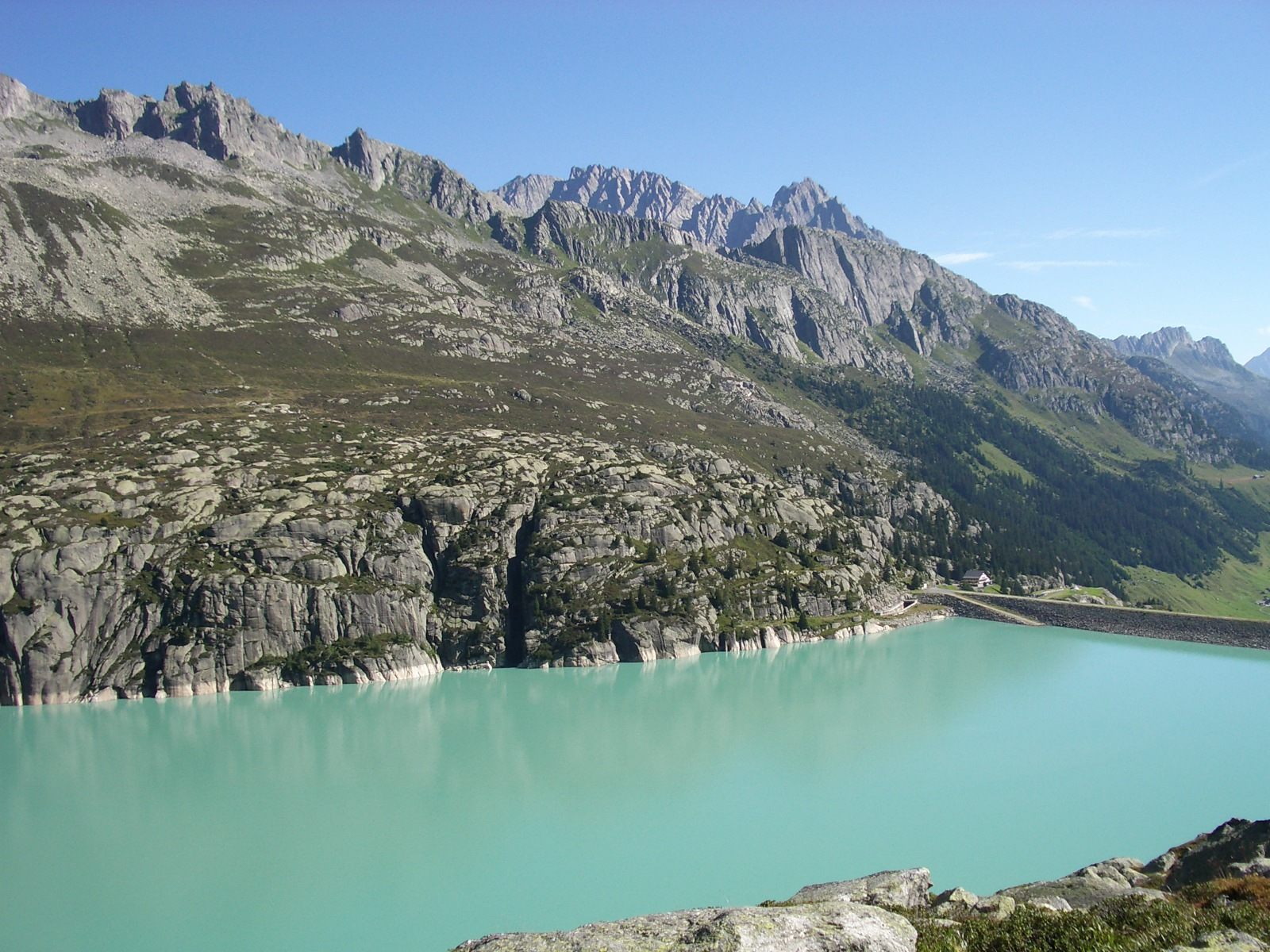
Göscheneralpsee von Südwesten